# Wasserschlacht von Frankfurt
Als Wasserschlacht von Frankfurt (in manchen Medien auch Regenschlacht von Frankfurt genannt) wird das letzte Zwischenrundenspiel der Gruppe B bei der Fußball-Weltmeisterschaft 1974 zwischen den Nationalmannschaften der Bundesrepublik Deutschland und Polen am 3. Juli 1974 bezeichnet. Die deutsche Mannschaft konnte das Spiel mit 1:0 für sich entscheiden.

## Ausgangslage
Polen und die Bundesrepublik Deutschland hatten beide ihre ersten Spiele gegen Schweden und Jugoslawien gewonnen. Nach dem damaligen Modus ohne Halbfinalspiele entschied das Spiel über den Finaleinzug, der Tabellenzweite erreichte das Spiel um Platz 3. Aufgrund der besseren Tordifferenz genügte der Bundesrepublik Deutschland ein Unentschieden, während Polen siegen musste.
Vor Spielbeginn stellte sich der Tabellenstand nach der zu jener Zeit angewandten Zwei-Punkte-Regel wie folgt dar:
| Pl. | Land           | Sp. | S | U | N | Tore    | Diff. | Punkte |
| --- | -------------- | --- | - | - | - | ------- | ----- | ------ |
| 1.  | BR Deutschland | 2   | 2 | 0 | 0 | 006:200 | +4    | 04:0   |
| 2.  | Polen          | 2   | 2 | 0 | 0 | 003:100 | +2    | 04:0   |
| 3.  | Schweden       | 2   | 0 | 0 | 2 | 002:500 | −3    | 0:40   |
| 4.  | Jugoslawien    | 2   | 0 | 0 | 2 | 001:400 | −3    | 0:40   |

## Das Spiel

### Spielverlauf
Kurz vor dem Spiel hatte ein Wolkenbruch das Spielfeld im Frankfurter Waldstadion unbespielbar gemacht, doch der enge Spielplan des WM-Turniers führte zur Entscheidung, das Spiel stattfinden zu lassen. Die Feuerwehr befreite mit Pumpen und Walzen das Feld von den gröbsten Wassermassen, so dass der österreichische Schiedsrichter Erich Linemayr mit 30-minütiger Verspätung das Spiel vor 62.000 Zuschauern schließlich anpfeifen konnte.
Deutschland spielte ganz in weißem, Polen ganz in rotem Dress.
Aufgrund der schwierigen Platzverhältnisse war ein Kurzpassspiel, eine der Stärken der spielerisch starken Polen, kaum möglich, da der Ball oft abgebremst wurde. Der deutsche Torhüter Sepp Maier galt wegen mehrerer abgewehrter Bälle als besonders stark, mehrfach wurden polnische Torversuche auch von Pfützen vor seinem Tor vereitelt. Nach einem Foul von Jerzy Gorgoń an Bernd Hölzenbein hielt der polnische Torhüter Jan Tomaszewski den von Uli Hoeneß geschossenen Elfmeter. Gerd Müller entschied die Partie in der 76. Minute für Deutschland.
Der deutsche Kapitän Franz Beckenbauer wurde später zitiert: „Bei normalen Spielverhältnissen hätten wir vermutlich keine Chance gehabt.“ Der polnische Stürmer Grzegorz Lato dementierte später polnische Behauptungen, die Platzwarte hätten nur eine Seite vom Wasser befreit, um den Polen zu schaden: „So ein Quatsch, erstens gab es ja einen Wechsel in der Pause und zweitens hatten wir die Seitenwahl.“

### Spieldaten
| BR Deutschland                                               | BR Deutschland | Polen | Polen |
| ------------------------------------------------------------ | --- | --- | ----- |
| BR Deutschland                                               | \| 3. Juli 1974 um 16:00 Uhr in Frankfurt am Main (Waldstadion) \| \| Ergebnis: 1:0 (0:0) \| \| Zuschauer: 62.000 \| \| Schiedsrichter: Erich Linemayr ( Österreich) \| \| Spielbericht \|                   | \| 3. Juli 1974 um 16:00 Uhr in Frankfurt am Main (Waldstadion) \| \| Ergebnis: 1:0 (0:0) \| \| Zuschauer: 62.000 \| \| Schiedsrichter: Erich Linemayr ( Österreich) \| \| Spielbericht \|                                                                           | Polen |
| BR Deutschland                                               | Sepp Maier – Berti Vogts, Paul Breitner, Georg Schwarzenbeck, Franz Beckenbauer – Rainer Bonhof, Ulrich Hoeneß, Wolfgang Overath – Jürgen Grabowski, Gerd Müller, Bernd Hölzenbein Cheftrainer: Helmut Schön | Jan Tomaszewski – Antoni Szymanowski, Jerzy Gorgoń, Władysław Żmuda, Adam Musiał – Kazimierz Deyna , Henryk Kasperczak (80. Lesław Ćmikiewicz), Zygmunt Maszczyk (80. Kazimierz Kmiecik) – Grzegorz Lato, Jan Domarski, Robert Gadocha Cheftrainer: Kazimierz Górski | Polen |
| BR Deutschland                                               | 1:0 Müller (76.) | | Polen |
| BR Deutschland                                               | Tomaszewski hält Foulelfmeter von Hoeneß (53.) | | Polen |
| 3. Juli 1974 um 16:00 Uhr in Frankfurt am Main (Waldstadion) | | |       |
| Ergebnis: 1:0 (0:0)                                          | | |       |
| Zuschauer: 62.000                                            | | |       |
| Schiedsrichter: Erich Linemayr ( Österreich)                 | | |       |
| Spielbericht                                                 | | |       |

## Abschlusstabelle und weiterer Verlauf
| Pl. | Land           | Sp. | S | U | N | Tore    | Diff. | Punkte |
| --- | -------------- | --- | - | - | - | ------- | ----- | ------ |
| 1.  | BR Deutschland | 3   | 3 | 0 | 0 | 007:200 | +5    | 06:0   |
| 2.  | Polen          | 3   | 2 | 0 | 1 | 003:200 | +1    | 04:20  |
| 3.  | Schweden       | 3   | 1 | 0 | 2 | 004:600 | −2    | 02:40  |
| 4.  | Jugoslawien    | 3   | 0 | 0 | 3 | 002:600 | −4    | 0:60   |

Deutschland erreichte damit das Finale gegen die Niederlande (2:1) und wurde zum zweiten Mal Weltmeister. Die polnische Mannschaft konnte im Spiel um den dritten Platz Titelverteidiger Brasilien schlagen (1:0), was den bis dahin besten Abschluss Polens bei einer Weltmeisterschaft darstellte – dieser Erfolg konnte acht Jahre später in Spanien gegen Frankreich wiederholt werden – und der bisher einzige Sieg gegen Brasilien ist.